# Daïra d'El Bouni
La Daïra d'El Bouni est une circonscription administrative algérienne située dans la wilaya d'Annaba. Son chef-lieu est situé sur la commune éponyme de  El Bouni

## Communes
La daïra est composée d'une commune : El Bouni.